# Boletus leuphaeus
Boletus leuphaeus es una especie de hongo boleto en la familia Boletaceae. Es propio de Francia, y fue descrito en  1970.